# The Breaker
 (août 2010).
Si vous disposez d'ouvrages ou d'articles de référence ou si vous connaissez des sites web de qualité traitant du thème abordé ici, merci de compléter l'article en donnant les références utiles à sa vérifiabilité et en les liant à la section « Notes et références ».
The Breaker est un manhwa écrit par Keuk-Jin Jeon et dessiné par Jin-Hwan Park (Kamaro). Il est prépublié entre 2007 et 2010 dans le magazine Young Champ et a été compilé en un total de dix tomes. Une suite nommée The Breaker: New Waves est prépubliée entre 2010 et 2015 et compte vingt tomes.
Il est édité en version française depuis février 2011 par Booken Manga. Annoncée initialement pour juin 2013, la suite est éditée depuis août 2013. L'éditeur Meian procède en 2017 à une réédition intégrale de The Breaker et de The Breaker New Waves en format coffret. Disponible sous trois coffrets de 10 tomes, respectivement sur le site Anime Store. Les auteurs ayant terminé le webtoon Trinity Wonder vers octobre 2018, la saison 3 de The Breaker, en pause depuis près de six ans, ne devrait plus tarder. 

## Histoire

### The Breaker
Shi-Woon est un lycéen qui se fait tabasser, racketter, humilier en public par des voyous. Apparaît alors un prof déjanté et très... puissant : Chonwoo. Il est en fait un expert en arts martiaux et Shinwoo lui demande d'être son maître afin de devenir plus fort... Mais on se rend compte qu'il n'est pas qu'un simple expert en arts martiaux. Le jeune lycéen entrera ainsi dans le monde très fermé du Murim et y comprendra la dure loi du plus fort.

### The Breaker: New Waves
The Breaker: New Waves est la suite directe de The Breaker, une sorte de "deuxième saison".
Après la destruction de son centre de Ki, Lee Shinwoo se retrouve confronté seul face au Murim à la suite de la disparition de son maître. De plus grâce au médaillon que lui a offert Soseol, il se retrouve propulsé à la tête du clan Sunwoo, le plus puissant mais déchu. Une guerre de pouvoir dans laquelle il est maintenant engagé. Sans oublier que les fantômes du passé sont remués avec l'apparition d'une mystérieuse organisation dénommée S.U.C., dont les membres se prétendent disciples de Gumunryong, va prendre Lee Shinwoo pour cible.

### The Breaker: Eternal Force
The Breaker: Eternal Force est la suite directe de The Breaker: New Waves, une sorte de "troisième saison".

## Personnages
Lee Shinwoo
Il est le personnage principal de l'histoire. Jeune lycéen victime quotidiennement de certains camarades de classe, il fera un jour la connaissance de Chun Woo, son nouveau professeur d'anglais, qui s'avère être un maître en arts martiaux. Il le suppliera de lui enseigner les arts martiaux pour se défendre ainsi que protéger son amie Sehi. Plusieurs fois il s'opposera à la volonté meurtrière de son maître en protégeant ses propres ennemis.
Au départ lâche et peureux, il se transformera, au contact de Chonwoo, en une personne déterminée et d'une volonté indestructible, allant jusqu'à affronter un adversaire dont il sait qu'il n'a aucune chance de vaincre. Il s'est juré de ne plus jamais fuir ses problèmes. Il étonnera à plusieurs reprises son professeur qui ne s'attendait pas à ce qu'il soit si motivé ni doué. Il a un immense respect pour son Chunwoo car il considère que ce qu'il est devenu il ne le doit qu'à son maître jusqu'à même respecter sa volonté de ne plus pratiquer les arts martiaux.
À la fin de The Breaker et avant de disparaître, Gumunryong renverra son disciple en prenant soin de briser son centre de Ki afin qu'il ne puisse plus ni pratiquer ni apprendre les arts martiaux. Ainsi, Shinwoo ne fait plus partie du Murim et est donc, en théorie, à l'abri des attaques.
Son père n'est pas du tout présent, il est sans doute mort. Quant à sa mère, elle travaille énormément donc n'est pas très présente non plus. Dans The Breaker: New Waves elle est une victime du S.U.C et tombe dans le coma.
Dans The Breaker: New Waves, il se retrouve propulsé à la tête du clan Sunwoo qui est celui qui semble être le plus puissant du Murim malgré le fait qu'il ne puisse plus pratiquer les arts martiaux grâce au médaillon que lui a offert Soseol. Il sera la cible du S.U.C, de l'alliance mais aussi des guerres de pouvoirs au sein même du clan. Par sa volonté il va s'imposer aux yeux de tous en tant que Gaju légitime et incontesté.
Han Chonwoo
Il apparait en tant que professeur d'anglais au lycée Guryong de Lee Shinwoo mais est en réalité un maître en arts martiaux extrêmement puissant. Il serait en effet le seul être humain à avoir atteint le Gumunryong, c'est-à-dire la maîtrise ultime des 9 arts du dragon. Considéré comme une menace par le Murim tout entier, il souhaite venger la mort de son maître, décédé à cause de l'Alliance, il y a plusieurs années après avoir révélé aux yeux de tous sa puissance lors du Shinmujaengpae (tournoi d'arts martiaux) où il a battu tous les meilleurs murims dans leur spécialité respective. Il est énormément craint mais aussi respecté par le Murim tout entier, certains voient en lui le meurtrier de dizaines de Murims, d'autres un rêve devenu réalité. 
Se cachant derrière un masque dragueur plein d'assurance il s'efforce de cacher à Lee Shinwoo son passé et bien qu'il persiste à dire qu'il n'en a rien à faire de son disciple, très vite il se lie d'affection pour lui car il lui rappelle sa jeunesse mais aussi le discours de son maître. C'est cela qui fera que Gumunryong continuera à l'entraîner bien qu'il n'a pas assez de temps et plus d'une fois il sera surpris par le talent de son disciple qui montre une volonté de fer face à l'adversité. Il finira par admettre à Shi-ho que Shinwoo a changé sa vie depuis que son maître est mort et pour montrer son affection envers lui, enregistre sur le téléphone portable qu'il lui donne quelques cours.
Il éprouve des sentiments pour Lee Shi-ho mais ne les lui avouera qu'avant qu'elle meure. On apprend aussi que pour accomplir sa vengeance il s'est associé à l'Heurkrim-bang (ou les guerriers de l'ombre), un organisme contre le Murim.
Dans The Breaker: New Waves, Chonwoo n'est plus un des protagonistes principaux bien qu'il soit souvent évoqué au travers de son élève Shinwoo ou même de l'organisation S.U.C. Contrairement à la saison précédente, ses apparitions sont souvent marquées par le sang. Sa soif de vengeance continue à le pousser à détruire l'Alliance. Ainsi, de héros il passe au rôle de principale menace.
Lee Shi-ho
Infirmière à l'école de Shinwoo, elle est arrivée peu après Chonwoo et est, en fait, aussi une membre du Murim. C'est une experte en empoisonnement qui utilise des kunais en guise d'arme. Elle connait Han Chonwoo depuis longtemps et semble être attirée par lui. 
Elle a de très longs cheveux foncés et est très belle, ce qui fait qu'elle est appréciée voire aimée de plusieurs personnages masculins : taquine et sympathique, elle a souvent l'habitude de « s'exhiber » et n'hésite pas à utiliser ses atouts pour convaincre les gens de l'aider. Elle prêtera son appartement et soignera souvent Lee Shinwoo pour et après ses entraînements.
Elle semble impliquée dans la disparition de Mademoiselle Seseol.
Siho mourra dans les bras de Chonwoo à la fin de The Breaker après qu'un sniper lui a tiré dessus alors qu'ils avançaient vers l'hélicoptère de Sosul. Elle était déjà blessée par balles en protégeant Gumunryong.
Dans The Breaker: New Waves elle apparaît dans un laboratoire du clan Ilwulmoon qui projette de la ressusciter.
Unwol
Maître de Gumunryong lorsqu'il était plus jeune. Unwol a sacrifié sa vie pour le sauver, le laissant tributaire d'un sentiment de culpabilité et d'une envie de vengeance envers ceux qui en sont responsables: l'alliance. Il est avec Gumunryong le seul dépositaire du secret du Hyeoncheonjigong que l'alliance convoite tant. C'est le fait que le discours de son disciple Lee Shinwoo soit exactement le même que celui de son maître qu'il apparait dans la série par une série de flashback.
Saehi
Amie proche de Shinwoo et probablement la seule personne à se préoccuper de lui au début de l'histoire. Elle se montre gentille voire un peu naïve (elle croit que Chan-Ho, qui malmène Shinwoo, est un garçon sympa et qu'il veut devenir son ami alors qu'il lui veut du mal). :Si, au début, elle ne remarque pas ce qu'endure Shinwoo, elle finira par le découvrir et tentera de lui venir en aide. Chang-Ho et ses complices s'en prendront à elle pour cela. Sehi est assez populaire dans son lycée et elle est l'une des principales personnes que Shinwoo cherchera à protéger. Bien qu'ils dans l'histoire n'aient aucune relation véritablement amoureuse, elle est plusieurs fois mentionnée comme la petite amie de Shinwoo mais cela n'est jamais confirmé par le principal intéressé.
Chang Ho
Caïd du lycée, c'est celui qui brutalise et rackette Shinwoo avec sa bande. Il se prend très au sérieux et n'hésite pas à aller jusqu'au viol ou au meurtre (même s'il en est empêché) pour faire payer ceux qui se rebellent contre lui. Il est craint de tous et personne n'est prêt à le remettre à sa place, jusqu'à ce qu'il aille trop loin avec Sehi et soit mis K.O. par Shinwoo, après quoi on ne le reverra plus.
Dans The Breaker: New Waves, il réapparaîtra comme un "ennemi" de niveau acceptable dans l'armée du S.U.C. que Shinwoo doit combattre.
Mademoiselle Soseol
Elle est la dirigeante du clan déchu Sunwoo et possède un corps négatif (maladie légendaire où les neuf sources de ki sont bloqués. Réussir à guérir cette maladie permettrait d'acquérir des techniques encore jamais vues). Elle a pour particularité d'avoir un corps de jeune enfant bien qu'elle ait déjà 15 ans. Impressionnée par la volonté et la gentillesse de Shinwoo à son égard elle tombera amoureuse de lui et lui offrira à la suite d'un voyage à la mer le médaillon de la famille Sunwoo qui lui permet de prendre la tête du clan. En échange de l'aide de Gumunryong pour sauver Shinwoo lorsqu'il devra combattre le jeune chef du clan Cheondonum, elle acceptera de partir avec eux.
Hyeok So Chun
Génie en arts martiaux chargé par la communauté des murims de retrouver Gumunryong pour son crime.
Il est déjà le chef du clan Cheondonum, un des plus réputés en arts martiaux, en dépit de son jeune âge. Lors d'un combat singulier, il sera surpris par la volonté de Shinwoo et se mettra à le surveiller de très près sa progression dans le monde du Murim et, bien qu'il ait mis Shinwoo plus d'une fois au tapis concèdera la défaite. C'est un individu très rationnel et pragmatique qui pense de façon logique et n'admet pas ce qui échappe à un raisonnement analytique. 
Pour les gens extérieurs il est pris pour une star grâce à l'aura qu'il dégage et son physique avantageux.
Kwon Jinie
Elle n'apparait que dans The Breaker: New Waves et devient un des principaux protagonistes de cette saison.
Elle est la petite fille de l'un des chefs du clan Sunwoo, Kwon Ji-Kyu, et fait partie du top 5 des membres les plus forts du clan. Elle a été désignée pour être le garde du corps de Shinwoo après que son centre de Ki a été détruit, à ceci près qu'elle était aussi censée en faire une marionnette pour le conseil du clan Sunwoo, ou s'en débarrasser sur ordre de son grand-père Ji-Kyu. Si, au début de sa mission, elle semble profondément ennuyée de devoir veiller sur Shinwoo, on la voit s'adoucir un peu avec le temps et même se prendre d'affection (et plus?) pour Shinwoo. En effet lorsque son grand-père lui demande de se débarrasser de lui, elle ne peut pas le faire et préfère s'enfuir. 
Jinie est un garçon manqué au caractère bien trempé et bagarreuse. Beaucoup disent que si elle était plus gentille, elle serait très mignonne. La mère de Jinie était Coréenne tandis que son père était Américain, ils vivaient aux USA lorsqu'elle était petite. Elle et sa mère s'enfuirent de Séoul après un mariage raté selon la version officielle s'étant enfuie avant de se marier et jetant la honte sur le clan Sunwoo. Mais en vérité c'est lorsque le futur mari de sa mère lui confia qu'il aimait une autre femme qu'elle décida pour le protéger de quitter la Corée pour les États-Unis renonçant ainsi à cette alliance de deux clans qui permettrait au clan Sunwoo de pouvoir rester influent.
On ne sait rien de son père mais on apprend que sa mère est décédée dans un accident d'avion lorsqu'elle était enfant. C'est ainsi qu'elle fut recueillie par son grand-père maternel qui lui donna tout ce qu'elle possède aujourd'hui alors qu'elle pensait avoir tout perdu. Elle voue une fidélité et une admiration sans limite à son grand-père mais celle-ci n'est pas réciproque au vu de la trahison qu'a commis sa mère envers le clan Sunwoo et qui a précipité la chute du clan.
Kwon Ji-Kyu
Grand-père maternel de Jinie et l'un des chefs du clan Sunwoo, numéro 2 du murim en termes de puissance et d'influence. Si au début il passait son temps à rappeler à Jinie la déception que fut sa mère pour lui, il finit par apprendre de la bouche de Kang Ha-il qu'elle n'a fait que couvrir l'ancien chef de clan, et à partir de là prendra un vrai rôle de grand-père se souciant de sa petite fille. il aura toutefois fallu pour cela qu'elle soit pratiquement morte, renversée par une voiture.
Yoo Ji-Gun
Surnommé "la lame souriante" dans le Murim, c'est un jeune épéiste de l'école de "la forêt divine". Tout d'abord en lien avec le S.U.C dont il est pressenti pour devenir un des 5 capitaines, il sera ensuite leur ennemi et s'alliera avec Shin Woon et Jinnie qu'il a affronté et perdu.
Sera Noona
Nouvelle directrice du lycée de Shinwoo mais surtout nouvelle chef du clan Mil-yang. Cette femme possède une intelligence redoutable. On connait très peu de ses pensées mais elle semble avoir la plupart du temps un ou deux coups d'avance par rapport à ses adversaires. Au début, voulant la mort de Shinwoo pour les actes qu'a commis son maître, Chonwoo, elle changera d'avis et même de camps et mettra sa connaissance et son intelligence au profit de Shin Woon. Elle éprouvera même au fil du temps des sentiments pour lui.
Kang Ha-il
Combattant du clan Sunwoo et ami d'enfance de Jinie qui lui a offert le chapeau qui ne le quitte jamais. Il est assez violent et impitoyable, envers ses ennemis.
Kang Sung De-Hyung
Dans The Breaker: Waves il est le nouveau chef de l’Alliance des arts martiaux il est le numéro UN du murim, il a atteint le style du dragon aux trois arts et fait sans doute partie des dix plus grands maîtres du Murim.
Yi Gyu-Bum
Appelé aussi « L'Étoile Rouge du Sud » il fait partie des quatre supernovas. Il fait partie du Clan Sunwoo.
Mamungi
Appelé aussi « L'Etoile Noire du Nord » il fait partie des quatre supernovas. Il est le chef des Gyeokryu, il est sous les ordres de l'Alliance. Il était chargé de garder Mademoiselle Seseol. Il va combattre Gumunryong pour la récupérer puis lorsqu'il le reconnait abandonne toute idée de vaincre et de combattre. Il se tranche le bras gauche en échange de son pardon mais après avoir échoué propose sa vie en échange de ses hommes. C'est Lee Shinwoo qui va le sauver en s'interposant devant son maître. Après ce combat il quittera l'Alliance et aidera même Shinwoo à retrouver son maître.
Kwon Young
Appelé aussi "L'Etoile Blanche de l'ouest" il fait partie des quatre supernovas. C'est l'un des cinq Capitaines du S.U.C.
Chun-Myun-Rang Haru
Femme réputée pour son art de la transformation et de ses techniques de réduction osseuse, elle se bat avec un fouet. C'est l'une des cinq Capitaines du S.U.C.